# پارک ماچکا

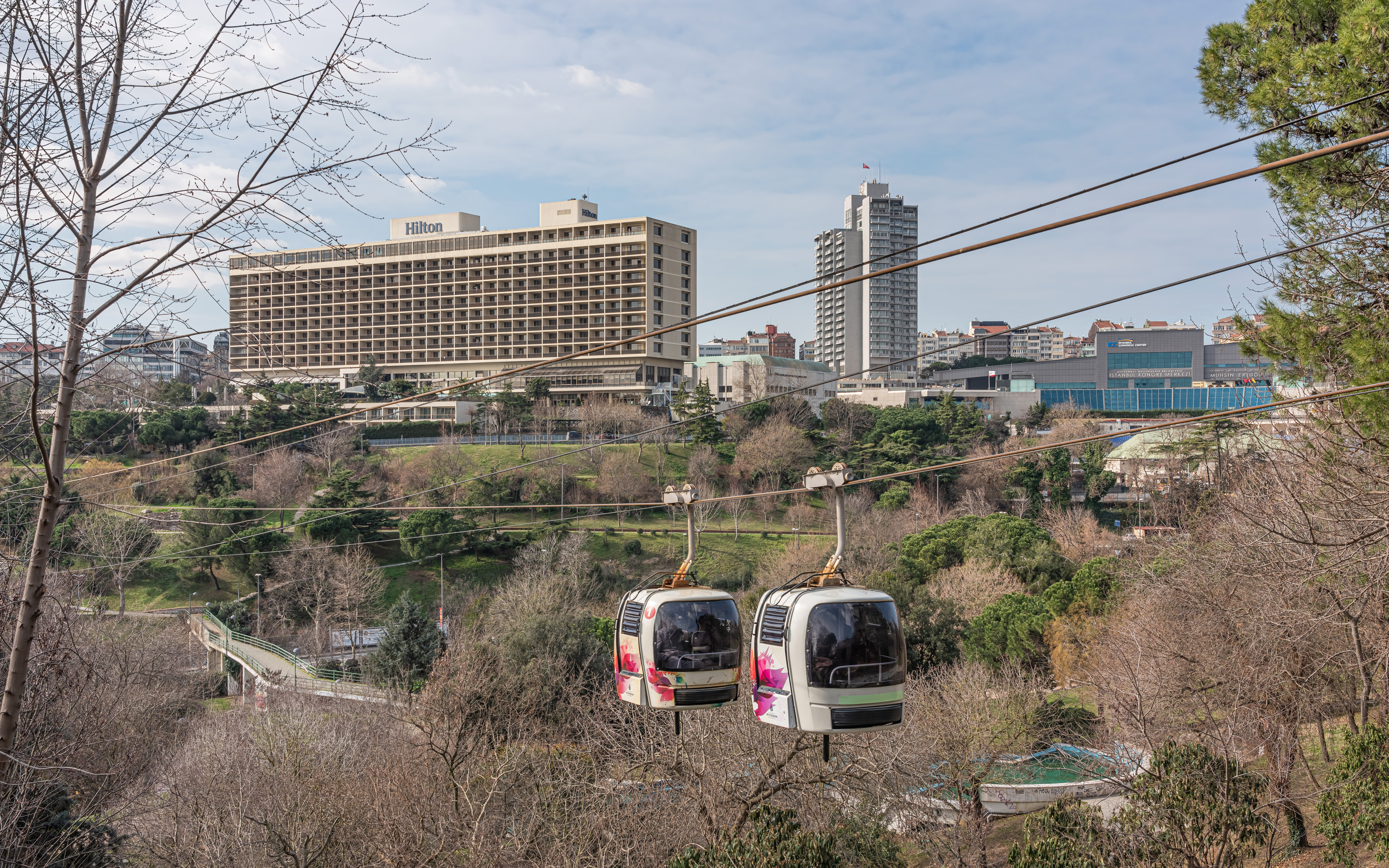

پارک ماچکا (انگلیسی: Maçka Park) که به آن پارک دموکراسی هم گفته می‌شود، یک منطقه تفریحی در استانبول است که دارای مسیرهای گردش و پیاده‌روی و پیاده‌روی با سگ است. همچنین دارای مناطقی برای بازی کودکان، مناطق استراحت و نیمکت‌ها و استخرهای تزئینی است.

## بمب‌گذاری دسامبر۲۰۱۶
در ۱۰ دسامبر سال ۲۰۱۶، در این پارک یک بمب‌گذاری انتحاری صورت گرفت. این یکی از دو بمب‌گذاری بود که در آن روز انجام شد و مسئولیتش را گروه بازهای آزادی کردستان بر عهده گرفت. بمب‌گذاری انتحاری چهار مأمور پلیس و یک غیرنظامی در این پارک را کشت.